# Броуновское дерево

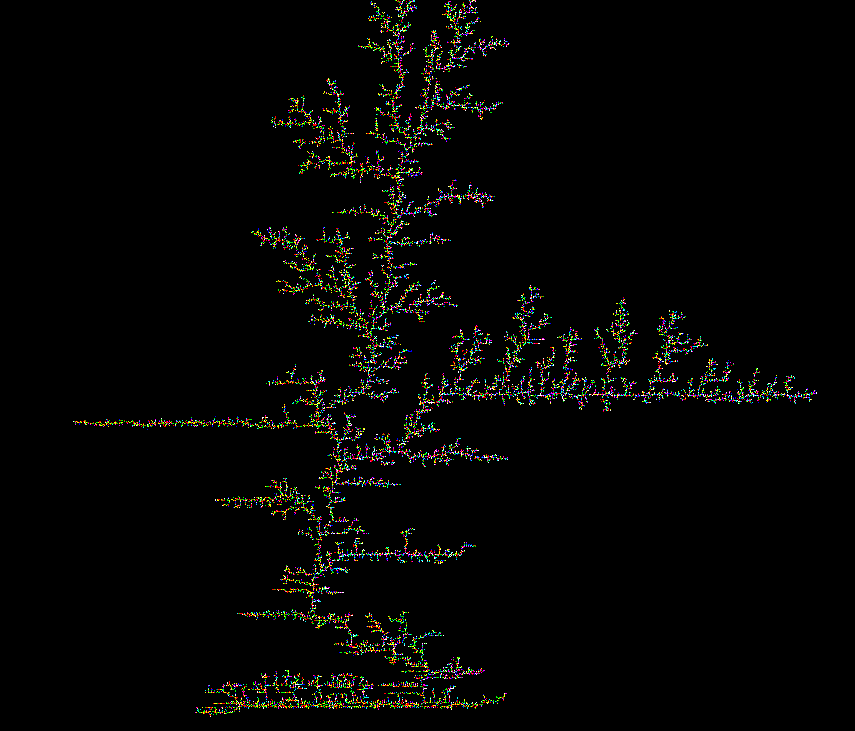
Пример броуновского дерева

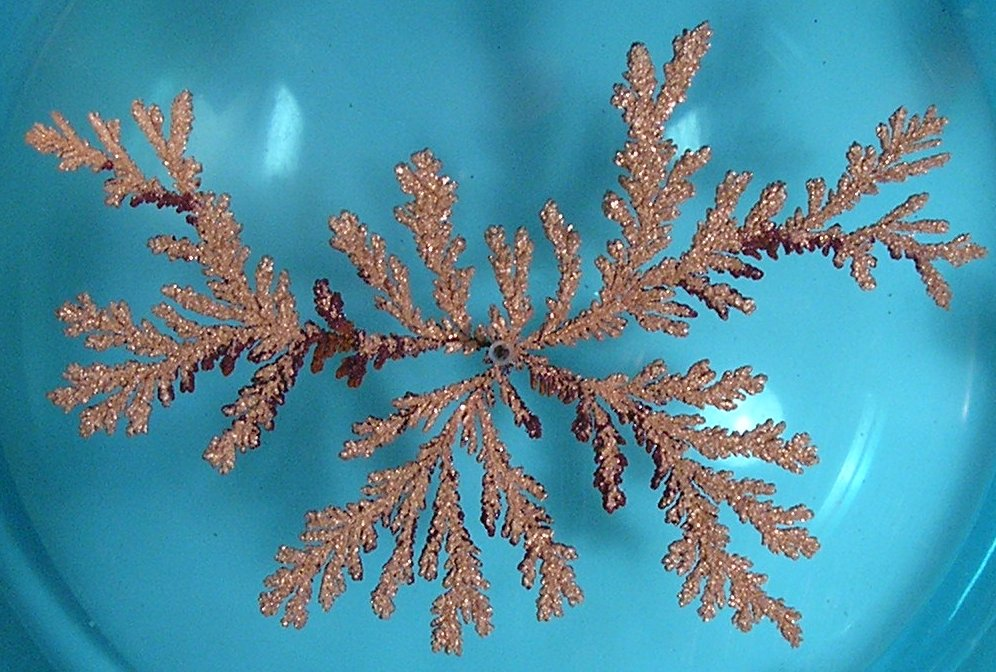
Броуновское дерево, выращенное из медного купороса

Бро́уновское де́рево является формой компьютерного искусства, которое было популярно в 1990-х, когда домашние компьютеры стали обладать достаточной производительностью для моделирования броуновского движения (отсюда и название). Броуновские деревья — математические модели древовидных структур, связанных с физическим процессом, известным как агрегация, ограниченная диффузией.
Компьютерная модель агрегации, ограниченной диффузией представляет собой поле, заполненное частицами, совершающими хаотическое броуновское движение. На поле вносится центр агрегации, к которому «прилипает» всякая случайно прикоснувшаяся частица; начинается рост конгломерата частиц — фрактального кластера. Зачастую в моделировании используется только одна движущаяся частица.
У получающегося дерева может быть много различных форм, преимущественно зависящих от трёх факторов:
- положение центра агрегации;
- начальное положение движущейся частицы;
- алгоритм моделирования броуновского движения;

При изменении цвета частицы между итерациями можно наблюдать интересные цветовые эффекты.
В период популярности этого искусства средний персональный компьютер тратил часы и даже дни для создания маленького дерева. Современные персональные компьютеры могут создавать деревья из многих тысяч частиц за считанные секунды.
Подобные деревья (дендриты) могут быть выращены в камере электролитического осаждения. Их форма также объясняется агрегацией, ограниченной диффузией.